# Hinnavaru
Hinnavaru is een van de bewoonde eilanden van het Lhaviyani-atol behorende tot de Maldiven.

## Demografie
Hinnavaru telt (stand september 2007) 2132 vrouwen en 2306 mannen.